# 亞姆福里納灣

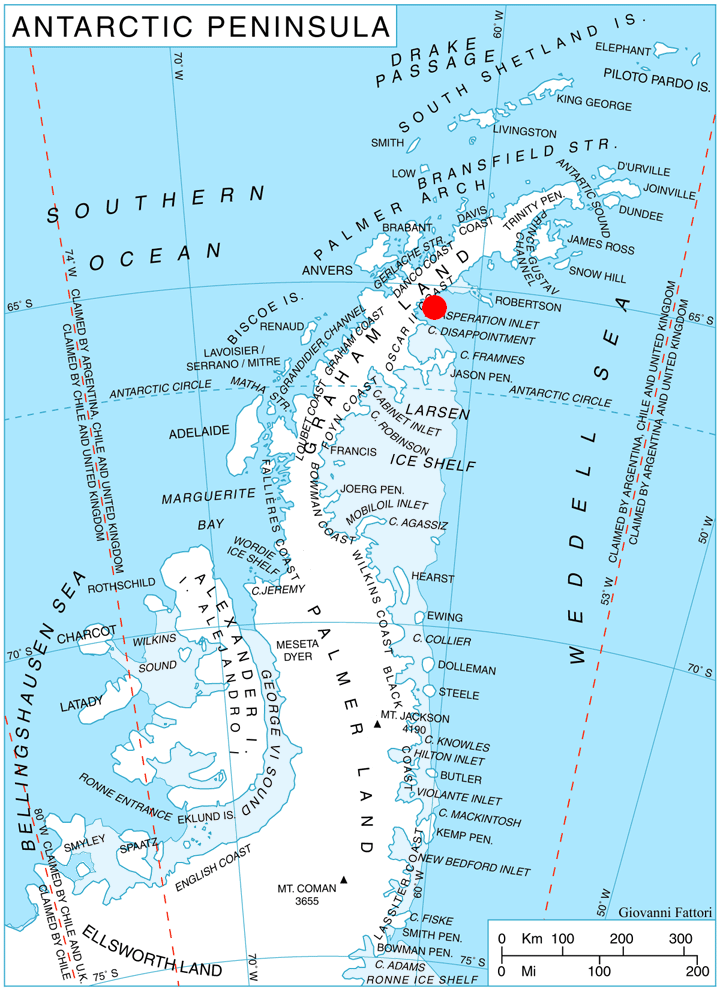

亞姆福里納灣（英語：Yamforina Cove）是南極洲的海灣，位於奧斯卡二世海岸，處於布拉戈耶夫格勒半島東岸，長3.1公里、寬4.55公里，入口處在達斯科特角和凱斯滕角之間，以保加利亞西南部鄉鎮命名，現時由南極條約體系管理。